# 繫辭
《繫辭》又稱《繫辭傳》，儒家經典，為易傳《十翼》之一，其內容為解釋周易的義理，分為上下兩篇，相傳為孔子所作，現代學者認為這是在戰國至西漢初期間，由儒家學者所集體創作。

## 現代考證
繫辭是易傳中較晚出現的作品，一般認為是在彖傳、象傳之後完成。
陳鼓應與胡家聰等學者，認為繫辭受到黃老思想影響，其成書晚於《黃帝四經》與《管子》，應為戰國晚期作品。